# 朱莉·厄茨
茱莉·貝絲·厄茲（英語：Julie Beth Ertz，1992年4月6日—），旧姓约翰斯顿（Johnston），是美国職業女子足球运动员。她曾代表美国国家队参加2016年和2020年夏季奥林匹克运动会足球比赛，其中2020年奥运会获得一枚铜牌。